# Гелен М. Вінслоу
Гелен М. Вінслоу (13 квітня 1851 — 27 березня 1938) ― американська редакторка, письменниця, видавниця та журналістка.

## Життєпис
Народилася в Вестфілді, штат Вермонт, 13 квітня 1851 року, в дев'ятому поколінні від Кенельма Вінслоу, брата губернатора Едварда Вінслоу з колонії Плімут. Її прабабусею з боку Вінслоу була Ебігейль Адамс. Ще немовлям з родиною переїхала до Ґрінфілда, штат Массачусетс, а потім до Сент-Олбанса, штат Вермонт, де її батько, Дон Евері Вінслоу (1824—1902), був лідером у музичних колах. Він був композитором і членом першої англійської оперної компанії, організованої в США. Мати, Мері Ф. (до шлюбу Ньютон) Вінслоу (померла 1882 р.), була науковицею, мовознавицею й поетесою. Брати й сестри Гелен Вінслоу: Едвард В. (потонув у ранньому юнацтві), Мері А., Ізабель Н. та Гаррієт П. Після смерті матері батько одружився в 1886 році.
Здобула освіту в Вермонтській академії та державних нормальних школах, спеціально вивчаючи мови та літературу в Бостоні.
За релігією була конгрегаціоністкою. Померла 27 березня 1938 року в Ширлі, штат Массачусетс. Похована на кладовищі Центр у Ширлі.

## Кар'єра

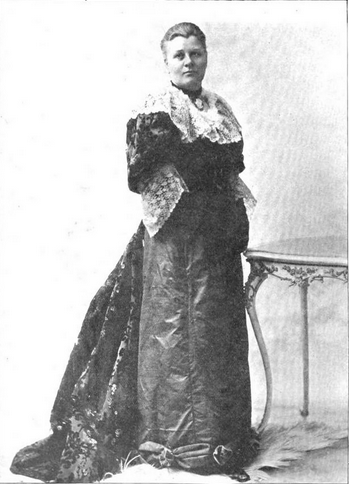
Гелен М. Вінслоу (1897)

Почала писати рано, іноді публікуючись під псевдонімом «Тітка Філрі». Спочатку опублікувала «Записки тітки Філрі», потім оповідання «Джек», обидві публікації були добре сприйняті. Після смерті матері та повторного одруження батька Вінслоу поїхала до Бостона, живучи в районі Роксбері з трьома сестрами. Її перша повість з продовженнями «Шошін—Мілз» була опублікована в англ. Yankee Blade. У 1886 році Вінслоу опублікувала «Богемний розділ» як серію оповідань у Бостонському англ. Beacon ― історію про складне життя творчої жінки в Бостоні. Окрім традиційних оповідань, Вінслоу писала також вірші, багато з них присвячені природі.
Журналісткою працювала спочатку в «Бостонській стенограмі», пізніше стала однією зі штатних працівниць Бостонського рекламодавця, одночасно працюючи в Бостонській газеті суботнього вечора. Окрім роботи майже над кожним бостонським щоденником, Вінслоу зверталася до громадськості через такі видання, як «Християнський Союз», «Крістіан на роботі», «Інтер'єр», «Журнал Дрейка», «Журнал Демореста», «Арена», «Журнал освіти», «Швидке пробудження», «Товариство молоді», «Котеджне вогнище». Робота Гелен Вінслоу охоплювала широкий спектр питань і напрямів.
Служила комісаркою від штату Массачусетс до штату Коттон та Міжнародної виставки Атланти, 1893; директором опікунської ради лікарні Френсіс Віллардоч, Бедфорд, штат Массачусетс ; і державною регенткою Массачусетської Американської революції, 1901–02. Працювала скарбницею Асоціації жіночої преси в Новій Англії та була однією з шести її засновниць. Також була засновницею Бостонського авторського клубу і обіймала посаду віцепрезидента Пресліги.
Читала лекції перед багатьма жіночими клубами та товариствами. Була членом Національного товариства колоніальних імен Америки, ексклубу Бостона, піонерських робітників, ліцейського клубу Англії, професійного жіночого клубу, дочок Вермонта, клубу Роксбурге та клубу Альтрурій.

## Вибрані твори

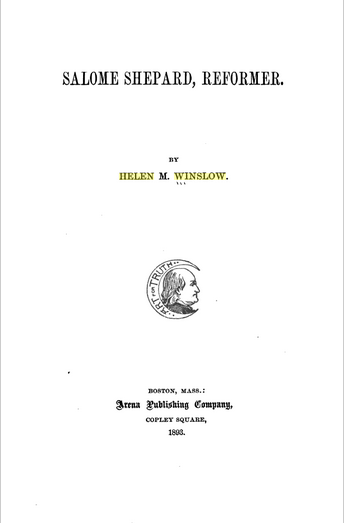
Саломея Шепард: Реформатор (1893)

- Саломея Шеппард, реформатор, 1893 рік
- Щодо котів, 1900 рік
- Щодо Поллі, 1902 рік
- Літературний Бостон або Сьогодні, 1902 рік
- Жінка завтра, 1905 рік
- Президент Квекс, 1906
- Peggy на фермі Spinster, 1908
- Жінка для мера, 1910 року
- Задоволення Сьюзен Сміт, 1912 рік
- На знак міської помпи, 1913 рік